# Lileko Bonzali
Lileko Bonzali, née le 4 février 1969 à Kisangani, est une joueuse congolaise (RDC) de basket-ball. Elle participe au tournoi féminin aux Jeux olympiques d'été de 1996.